# پریمیرا لیگا ۲۳–۲۰۲۲
پریمیرا لیگا ۲۳–۲۰۲۲ (به پرتغالی: Liga Portugal Bwin)[۲] نیز شناخته می‌شود) هشتاد و نهمین فصل از لیگ برتر فوتبال پرتغال، لیگ برتر حرفه‌ای برای باشگاه‌های فوتبال پرتغال، و دومین فصل تحت عنوان فعلی لیگا پرتغال است. این ششمین فصل از لیگ برتر است که در آن از کمک داور ویدیویی استفاده می‌شود.

## جدول لیگ
| رتبه | تیم                             | بازی | برد | مساوی | باخت | گل زده | گل خورده | گل تفاضل | امتیاز | صعود یا سقوط               |
| ---- | ------------------------------- | ---- | --- | ----- | ---- | ------ | -------- | -------- | ------ | -------------------------- |
| ۱    | باشگاه ورزشی بنفیکا (C)         | ۳۴   | ۲۸  | ۳     | ۳    | ۸۲     | ۲۰       | ۶۲+      | ۸۷     | لیگ قهرمانان اروپا ۲۴–۲۰۲۳ |
| ۲    | باشگاه فوتبال پورتو             | ۳۴   | ۲۷  | ۴     | ۳    | ۷۳     | ۲۲       | ۵۱+      | ۸۵     | لیگ قهرمانان اروپا ۲۴–۲۰۲۳ |
| ۳    | باشگاه ورزشی براگا              | ۳۴   | ۲۵  | ۳     | ۶    | ۷۵     | ۳۰       | ۴۵+      | ۷۸     | لیگ قهرمانان اروپا ۲۴–۲۰۲۳ |
| ۴    | باشگاه فوتبال اسپورتینگ         | ۳۴   | ۲۳  | ۵     | ۶    | ۷۱     | ۳۲       | ۳۹+      | ۷۴     | لیگ اروپا ۲۴–۲۰۲۳          |
| ۵    | باشگاه فوتبال اروکا             | ۳۴   | ۱۵  | ۹     | ۱۰   | ۳۶     | ۳۷       | ۱−       | ۵۴     | لیگ کنفرانس اروپا ۲۴–۲۰۲۳  |
| ۶    | باشگاه فوتبال ویتوریا گیماریش   | ۳۴   | ۱۶  | ۵     | ۱۳   | ۳۴     | ۳۹       | ۵−       | ۵۳     | لیگ کنفرانس اروپا ۲۴–۲۰۲۳  |
| ۷    | گروه ورزشی شاوش                 | ۳۴   | ۱۲  | ۱۰    | ۱۲   | ۳۵     | ۴۰       | ۵−       | ۴۶     |                            |
| ۸    | باشگاه فوتبال فامالیکاو         | ۳۴   | ۱۳  | ۵     | ۱۶   | ۳۹     | ۴۷       | ۸−       | ۴۴     |                            |
| ۹    | باشگاه فوتبال بوآویشتا          | ۳۴   | ۱۲  | ۸     | ۱۴   | ۴۳     | ۵۴       | ۱۱−      | ۴۴     |                            |
| ۱۰   | باشگاه ورزشی کاسا پیا           | ۳۴   | ۱۱  | ۸     | ۱۵   | ۳۱     | ۴۰       | ۹−       | ۴۱     |                            |
| ۱۱   | باشگاه فوتبال ویزلا             | ۳۴   | ۱۱  | ۷     | ۱۶   | ۳۴     | ۳۸       | ۴−       | ۴۰     |                            |
| ۱۲   | باشگاه فوتبال ریو آوه           | ۳۴   | ۱۰  | ۱۰    | ۱۴   | ۳۶     | ۴۳       | ۷−       | ۴۰     |                            |
| ۱۳   | باشگاه فوتبال ژیل ویسنته        | ۳۴   | ۱۰  | ۷     | ۱۷   | ۳۲     | ۴۱       | ۹−       | ۳۷     |                            |
| ۱۴   | باشگاه ورزشی اشتوریل پرایا      | ۳۴   | ۱۰  | ۵     | ۱۹   | ۳۳     | ۴۹       | ۱۶−      | ۳۵     |                            |
| ۱۵   | باشگاه ورزشی پورتیموننزه        | ۳۴   | ۱۰  | ۴     | ۲۰   | ۲۵     | ۴۸       | ۲۳−      | ۳۴     |                            |
| ۱۶   | باشگاه ورزشی ماریتیمو (R)       | ۳۴   | ۷   | ۵     | ۲۲   | ۳۲     | ۶۳       | ۳۱−      | ۲۶     | پلی‌آف سقوط                 |
| ۱۷   | باشگاه فوتبال پاسوژ د فریرا (R) | ۳۴   | ۶   | ۵     | ۲۳   | ۲۶     | ۶۲       | ۳۶−      | ۲۳     | سقوط به لیگا پرتغال ۲      |
| ۱۸   | باشگاه فوتبال سانتا کلارا (R)   | ۳۴   | ۵   | ۷     | ۲۲   | ۲۶     | ۵۸       | ۳۲−      | ۲۲     | سقوط به لیگا پرتغال ۲      |

1. 1 2  Vizela finished ahead of Rio Ave on head-to-head points: Rio Ave 0–1 Vizela, Vizela 3–1 Rio Ave.